# Ben Sherman
Ben Sherman é uma empresa britânica de vestuário que produz camisas, ternos, sapatos, acessórios e outros itens. Seus desenhos, por vezes apresenta o medalhão da Real Força Aérea Britânica, que é chamado frequentemente de alvo mod. Algumas das últimas camisas Ben Sherman têm designs incomuns e complexos, e têm um ajuste ao estilo Carnaby. A empresa faz roupas predominantemente para homens.

## História
A companhia foi fundada em 1963 por Arthur Bernard Sugarman (1925-1987), que nasceu em Brighton e era filho de um vendedor judeu. Ele emigrou para os Estados Unidos em 1946, via Canadá, e mudou a nacionalidade para norte-americana. Ele se casou com a filha de um produtor de roupas californiano e depois voltou para Brighton, onde comprou uma fábrica de camisas. Sugarman tinha percebido que no início dos anos 1960, os fãs londrinos de jazz moderno compravam avidamente as camisas de tecido Oxford americanas de button-down, de marcas como Brooks Brothers, Arrow e Hathaway, que ram vestidas por artistas americanos de jazz, como Miles Davis, Dizzy Gillespie e Oscar Peterson. Na época, estas camisas eram disponíveis somente através de importadores oficiais que tinham na verdade, conquistado esse mercado crescente.
Sugarman decidiu produzir uma versão dessas camisas, junto com uma coleção de roupas coloridas de férias que foram crescendo em popularidade, nos Estados Unidos do pós-guerra e na Europa Mediterrânea. Os mods responderam imediatamente, especialmente porque Sugarman estava usando materiais de alta qualidade e detalhes de costura da mesma forma as camisas importadas. A etiqueta Ben Sherman Originals foi criada, e em 1965, a empresa abriu um pequeno escritório no piso superior de um velho bloco de escritórios numa rua de Londres. Ele funcionou como showroom para as suas camisas e coleções de moda praia. No final dos anos 1960, a camisa foi aprovada pela subcultura skinhead, e as camisas começaram no final dos anos 1970, a se tornarem populares entre os revivalistas mod.